# Holotrichia opacipennis
Holotrichia opacipennis är en skalbaggsart som beskrevs av Moser 1912. Holotrichia opacipennis ingår i släktet Holotrichia och familjen Melolonthidae. Inga underarter finns listade i Catalogue of Life.